# Gorjačij Ključ
Gorjačij Ključ (in russo Горя́чий Ключ?) è una cittadina della Russia europea meridionale (kraj di Krasnodar), situata sulle sponde del fiume Psekups, affluente del Kuban', 70km a sud di Krasnodar.
Fondata nel 1864, si sviluppò successivamente come stazione termale grazie alla presenza di sorgenti di acque minerali calde; nel 1965, ottenne lo status di città e nel 2001 quello di soggetto federale (equivalente ad un rajon), raggruppando sotto di sé una trentina di località rurali; a livello municipale, costituisce anche un okrug di tipo urbano.
Il nome della cittadina tradisce la sua origine come stazione balneare dato che significa, in russo, "fonte calda"; lo stesso insediamento urbano è conosciuto anche col nome di Psekups (Псекупс) o Psyfabė (Псыфабэ, in lingua adyghe).

## Società

### Evoluzione demografica
Fonte: mojgorod.ru
- 1959: 9.900
- 1979: 22.700
- 1989: 25.600
- 2002: 27.693
- 2007: 28.300